# Actinoposthia caudata
Actinoposthia caudata är en plattmaskart som beskrevs av An der Lan 1936. Actinoposthia caudata ingår i släktet Actinoposthia och familjen Actinoposthiidae.
Artens utbredningsområde är Norra Ishavet. Inga underarter finns listade i Catalogue of Life.